# ハイパーボッツ
ハイパーボッツとは2001年にタイのチャンネル7にて放送された特撮SF番組。
日本でもキッズステーションにて2004年10月8日から2005年4月1日まで放送された。

## あらすじ
現在、地球を取り巻く環境は乱れ、このままでは10年と待たず地球に人類が住めなくなってしまう。そこで地球とそっくりな星を発見。
そこで人類が住めるかを調査するために天才博士、ドグターは5体のロボットを星に派遣することに。彼らの名はハイパーボッツ。彼らは全てのミッションをクリアし無事、地球に帰って来られるのか？そして人類の危機を救うことはできるのか？

## 登場人物
スプリント（Sprint）
演 - Tuk（日本語吹き替え：川村陽介）
バイクロボットで、いたずら好きで向こう見ずな性格。武器や道具などたくさんのオプションを装備している。5体の中で一番、能力が高い。
ソーラ・ダンプ（Sola Dump）
演 - P Piak（日本語吹き替え：松永博史）
オイルタンクロボットで、隊長を務める。だが、凄く怖がり。一人称は「ワイ」で、関西弁で喋る。他のロボットからエネルギーを吸収したり、エネルギーを与えたりすることができる。
ジタル（Gital）
演 - Tob（日本語吹き替え：林家いっ平）
コンピューターロボットで博学で隊のブレーンを務める。敬語で喋る。あれこれ、色々な事を考えるが実行する度胸がない。
クッキー（Cookie）
演 - Nueng（日本語吹き替え：ゆりん）
炊飯器ロボットでハイパーボッツの紅一点。一人称は「クッキー」。男は嫌い。フタを開けて壊れた物を入れると何でも修理できる。
フリーズ（Freeze）
演 - Puen（日本語吹き替え：つぶやきシロー）
冷蔵庫ロボットでのろまで楽天的。フタを開けて体の内部に物を収納できる。一人称は「わし」で、栃木訛りの喋り方をし、語尾に「ぞな」と付けて喋る。
ドグター（The Dogtor）
演 - Khun Saad（日本語吹き替え：イジリー岡田）
ユーモラスな天才博士。新しい星を探す管理責任者。よくハイパーボッツ達にいたずらをしたり、からかったりする。
旧名は、Alan Shepard（アラン・シェパード）。

## 各話リスト
| 話数 | サブタイトル                       | 原題 | 放送日         |
| ---- | ---------------------------------- | ---- | -------------- |
| 1    | 僕らはハイパーボッツ！             | ?    | 2004年 10月8日 |
| 2    | 宇宙飛行は、大騒動！               | ?    | 10月15日       |
| 3    | 惑星一番乗りは、クッキー！？       | ?    | 10月22日       |
| 4    | エイリアンって、あたしのこと！？   | ?    | 10月29日       |
| 5    | ファースト・ミッションはハエ取り？ | ?    | 11月5日        |
| 6    | ハエ取り作戦 その2                 | ?    | 11月12日       |
| 7    | ダンプとダイヤとクッキーと         | ?    | 11月19日       |
| 8    | フリーズのお腹に何がある？         | ?    | 11月26日       |
| 9    | ゴミとダイヤモンド                 | ?    | 12月3日        |
| 10   | 隊長とクッキー救出作戦             | ?    | 12月10日       |
| 11   | ボン、ボン爆弾指令                 | ?    | 12月17日       |
| 12   | ダンプとボンプで大騒ぎ             | ?    | 12月24日       |
| 13   | お外で任務はうれしい！？           | ?    | 12月31日       |
| 14   | ナゾの地球基地探検！！             | ?    | 2005年 1月7日  |
| 15   | 地球基地探検 その2                 | ?    | 1月14日        |
| 16   | エイリアンなんてもういらん！       | ?    | 1月21日        |
| 17   | 指令はユーレイでドキドキ探検！     | ?    | 1月28日        |
| 18   | 出発！ユーレイ探検隊！？           | ?    | 2月4日         |
| 19   | ユーレイVSハイパーボッツ？？？     | ?    | 2月11日        |
| 20   | ユーレイの正体見たり・・・         | ?    | 2月18日        |
| 21   | ドグダーはどこだー！？             | ?    | 2月25日        |
| 22   | 独裁者ダンプ隊長！？               | ?    | 3月4日         |
| 23   | ソーラ・そうだ！の大審判           | ?    | 3月11日        |
| 24   | クッキーのホームシック             | ?    | 3月18日        |
| 25   | クッキーのホームシック その2       | ?    | 3月25日        |
| 26   | さよなら、クッキー！               | ?    | 4月1日         |

## タイ版製作スタッフ
- エグゼクティブプロデューサー - Surang Prempree
- プロデューサー - Oum, Pooy
- キャラクターデザイン - Pangpoi
- カメラ：Mayer
- アシスタントディレクター：Nok、Samon
- Nan
- プロダクションデザイン：Khun Viriya
- 音響効果 - Fanahashi Toshikazu
- 音楽：Sansab
  - Yut
  - Tuggy
  - Ben,Bow
  - Aie,Nok,Joom
  - Porn,Phan、Pom,Cap
  - Lom、Bano,Nid、Lek,Janc
  - Wcncjlttara
  - Pa,X
- ビジュアルエフェクト：Oui
- 監督 - Pui
- 制作 - チャイヨー・プロダクション

## スーツアクター
- ドグター：Nan
- ハイパーボッツ：Poay、Oad、Ton、Air、Joe、Boy、Oum、X、Prem

## 日本語版製作スタッフ
- 企画 - 須磨直樹、岡村秀樹、中安信夫、西園晃
- プロデューサー - 坂本直紀、佐々木絵美、丸山慶太、本田浩司
- 音楽制作 - コロムビアミュージックエンタテインメント
- キャスティング協力 - ホリプロ
- ビデオ編集 - 浅見盛康
- 録音 - 渡邊邦昭
- 調整 - 新沼健一郎
- 録音スタジオ - スタジオ・ユニ
- 宣伝 - 青木恒子
- 制作デスク - 里口千、安田正格
- 版権制作 - 長谷川恵
- 制作 - フォーサム、テレシス
- 脚本 - 平田勝茂[4]
- 演出 - 志水良旺[4]
- 製作 - ハイパーボッツ製作委員会（キッズステーション、セガ、日活、フォーサム）

### 主題歌
- オープニングテーマ

『HYPER BOTTZのテーマ』
歌：堀江美都子
作詞：藤林聖子 / 作曲：ジャック・伝ヨール
- エンディングテーマ

『えかきうた』
歌：堀江美都子
作詞：斎藤謙策 / 作曲：ジャック・伝ヨール